# Panikos Orfanidīs
Panikos Orfanidīs (in greco: Πανίκος Ορφανίδης; 27 luglio 1961) è un ex calciatore e allenatore di calcio cipriota, di ruolo attaccante.

## Carriera

### Giocatore
Ha sempre giocato per l'AEL Limassol, club con il quale ha vinto 3 coppe di Cipro e una Supercoppa. A livello di Nazionale, ha giocato 5 partite tra il 1987 e il 1991 con la maglia cipriota. Si è ritirato dal calcio giocato nel 1993.

### Allenatore
Ha iniziato ad allenare 10 anni dopo il ritiro come Vice del club con cui aveva trascorso l'intera carriera: l'AEL. Ingaggiato come CT dell'AEP Paphos nel 2001 cambierà due volte panchina in pochi anni, prima alla Nea Salamis e poi di nuovo all'AEL. Il 28 settembre 2009, quando sedeva ancora sulla panchina dell'Ethnikos, ha annunciato che al termine della stagione avrebbe smesso di allenare.

## Palmarès

### Giocatore
- Coppa di Cipro: 3

AEL: 1984-85, 1986-87, 1988-89
- Supercoppa di Cipro: 1

AEL: 1985